# Sud (album)
Sud è il quindicesimo album in studio della cantante italiana Fiorella Mannoia, pubblicato il 24 gennaio 2012 con distribuzione Sony Music e con etichetta Oyà.
L'album debutta al secondo posto della classifica FIMI Album ed è il primo in cui l'artista appare come autrice. In particolare per i due brani Se solo mi guardassi e In viaggio scrive interamente il testo, oltre che per la traduzione di Vuelvo al Sur (Torno al sud). L'album è ufficialmente dedicato a Thomas Sankara, ex presidente del Burkina Faso.

## Tracce
1. Quando l'angelo vola – 4:36 (Alessandro Pinnelli, Fiorella Mannoia, Alessandro Pitoni, Ruggero Brunetti, Saverio Capo)
2. Io non ho paura – 3:29 (Cesare Chiodo, Bungaro, Antonio Iammarino)
3. Se solo mi guardassi – 5:07 (Paolo Buonvino, Ivano Fossati, Fiorella Mannoia)
4. Dal tuo sentire al mio pensare – 4:09 (Bungaro, Giuseppe Romanelli, Fiorella Mannoia)
5. In viaggio – 4:02 (Cesare Chiodo, Bungaro, Fiorella Mannoia)
6. Luce – 4:35 (Luca Barbarossa)
7. Se il diluvio scende – 3:39 (Cesare Chiodo, Bungaro, Fiorella Mannoia, Saverio Grandi)
8. Portami via – 3:49 (Carlo Di Francesco, Bungaro, Marco Ciappelli, Fiorella Mannoia)
9. Non è un film (feat. Frankie hi-nrg mc) – 3:50 (Carlo Di Francesco, Francesco Di Cicco, Natty Fred, Frankie hi-nrg mc)
10. Quanne vuò bene – 4:06 (Brunello Canessa, Titina De Filippo, Andrea Zuppini)
11. ConVivere – 3:15 (Max Calò, Bungaro, Marco Ciappelli, Fiorella Mannoia)
12. Torno al Sud (Vuelvo al Sur) – 6:43 (testo: Astor Piazzolla, Fernando Solanas – adattamento: Fiorella Mannoia – musica: Astor Piazzolla, Fernando Solanas)

## Formazione
- Fiorella Mannoia - voce
- Matteo Di Francesco - batteria
- Marco Siniscalco - basso, contrabbasso
- Francesco Di Cicco - chitarra, cori
- Cesare Chiodo - basso
- Alfredo Golino - batteria
- Luca Scarpa - pianoforte
- Carlo Di Francesco - percussioni
- Roberto Gallinelli - basso
- Lele Melotti - batteria
- Israel Suarez Pirana - percussioni
- Projeito Axé - percussioni, cori
- Ruggiero Mascellino - fisarmonica
- Gianni Iorio - bandoneon
- Eraldinho Cortez - quena
- Kaw Dialy Mady Sissoko - kora, cori
- Marco Serino - primo violino
- Prisca Amori - primo violino
- Raffaele Mallozzi - viola
- Luca Pincini - violoncello
- Simone Salsa - clarinetto
- Bungaro, Faisal Taher, Badarà Seck, Natty Fred, Gabin Dabirè, Maam Jara Gueye, Goundo Kanouré - cori

## Sud tour
Il Sud tour di Fiorella Mannoia si articola in due parti, la prima parte nella primavera del 2012, e la seconda parte durante l'autunno e l'inverno dello stesso anno.

### Sud tour (prima parte)
Sud tour (prima parte) è il tour di Fiorella Mannoia del 2012; ha inizio il 24 marzo a Roma e il termine è previsto per il 23 maggio a Varese. Durante il tour Fiorella Mannoia omaggia Lucio Dalla con Cara, mentre l'interprete esegue questo brano sul fondo della scenografia si legge la scritta "Grazie Lucio". In alcune tappe del tour, l'artista è stata affiancata da Noemi.

#### Date e tappe
| Sud tour | Sud tour | Sud tour | Sud tour                                            |
| Anno     | Mese     | Giorno   | Tappa                                               |
| -------- | -------- | -------- | --------------------------------------------------- |
| 2012     | marzo    | 23       | Roma - PalaLottomatica                              |
| 2012     | marzo    | 26       | Napoli - Palapartenone                              |
| 2012     | marzo    | 28       | Pordenone - Palaforum                               |
| 2012     | marzo    | 30       | Firenze - Nelson Mandela Forum                      |
| 2012     | marzo    | 31       | Milano - Mediolanum Forum                           |
| 2012     | aprile   | 3        | Padova - Gran Teatro Geox                           |
| 2012     | aprile   | 4        | Torino - Palaolimpico                               |
| 2012     | aprile   | 19       | Reggio nell'Emilia - Teatro Municipale Romolo Valli |
| 2012     | aprile   | 20       | Genova - Teatro Carlo Felice                        |
| 2012     | aprile   | 22       | Cremona - Teatro Ponchielli                         |
| 2012     | aprile   | 26       | Palermo - Teatro Politeama Garibaldi                |
| 2012     | aprile   | 27       | Catania - Teatro Metropolitan                       |
| 2012     | aprile   | 28       | Catanzaro - Teatro Politeama                        |
| 2012     | aprile   | 30       | Rimini - Teatro Novelli                             |
| 2012     | maggio   | 3        | Bari - Teatro Petruzzelli                           |
| 2012     | maggio   | 5        | Pescara - Teatro Massimo                            |
| 2012     | maggio   | 7        | Assisi (PG)                                         |
| 2012     | maggio   | 11       | Brescia - PalaBrescia                               |
| 2012     | maggio   | 12       | Lugano - Palazzo dei Congressi                      |
| 2012     | maggio   | 14       | Trento - Teatro Auditorium S. Chiara                |
| 2012     | maggio   | 15       | Pavia - PalaRavizza                                 |
| 2012     | maggio   | 17       | Ferrara - Teatro comunale                           |
| 2012     | maggio   | 18       | Parma - Teatro Regio                                |
| 2012     | maggio   | 19       | Ancona - Teatro delle Muse                          |
| 2012     | maggio   | 20       | Montecatini Terme (PT) - Teatro Verdi               |
| 2012     | maggio   | 22       | Bergamo - Teatro Creberg                            |
| 2012     | maggio   | 23       | Varese - Teatro Mario Apollonio                     |

## Successo commerciale
L'album viene certificato disco d'oro con oltre 30 000 copie vendute, dopo poco più di due mesi dalla pubblicazione, dalla Federazione Industria Musicale Italiana. Sud debutta alla seconda posizione della Classifica FIMI Album nella settimana che raccoglie i dati di vendita dal 23 al 29 gennaio 2012. Rimane, inoltre, in top 10 per un mese e in top 20 per cinque settimane consecutive.
Risulta essere il 19º album più venduto nel primo semestre del 2012.

## Classifiche
| Classifica (2011) | Posizione massima |
| ----------------- | ----------------- |
| Italia            | 2                 |